# Кулешовка (Могилёвская область)
Кулешовка (бел. Куляшо́ўка) — деревня в Климовичском районе Могилёвской области Беларуси. В составе Киселёво-Будского сельсовета.

## География
Ближайшие населённые пункты Роськов, Ходунь и др.

## История
В 1885 году в Хотовижской волости Климовичского уезда Могилёвской губернии, село бывшее владельческое, при озере и рч. Хриновице, дворов 41, жителей 287, церковь православная, торжок 20 июля.
До 11 апреля 1960 года деревня входила в состав Хотовижского сельсовета.

## Население

### Численность
- 2009 год — 7 жителей

### Динамика
- 1999 год — 38 жителей (перепись населения)
- 2009 год — 7 жителей (перепись населения)[2]

## Улицы
- Садовый переулок
- Улица Садовая

## Достопримечательность
- Деревянная Свято-Ильинская церковь (1893) —  Историко-культурная ценность Республики Беларусь, шифр 513Г000070. Памятник деревянного зодчества с элементами русского стиля. Церковь в деревне стояла до 2003 года, затем была разобрана и перевезена в Бобруйск, где её обновили.[4]